# Мана-Пулс (національний парк)
Національний парк «Мана пулс» (букв. «Чотири озера», англ. Mana Pools National Park) — це заповідник дикої природи і національний парк площею 219 600 га в північному Зімбабве. Він розташований в нижній частині течії Замбезі в Зімбабве, де заплава перетворюється в широку гладінь озер після кожного сезону дощів. По мірі поступового висихання і відступання озер, регіон приваблює багатьох великих тварин в пошуках води, що робить його одним з найзнаменитіших в Африці регіонів спостереження за дичиною.
Парк, разом з мисливськими (сафарі) резерватами  Сапі (118 000 га) і Чєворе (339 000 га), був включений як єдиний об'єкт «Національний парк Мана-Пулс, мисливські резервати Сапі та Чєворе» (всього 676 600 га) до  Світової спадщини ЮНЕСКО в 1984 році. Мана Пулс були визначені Рамсарською конвенцією водно-болотними угіддями міжнародного значення 3 січня 2013 року.

## Екологія
«Мана» означає «чотири» мовою шона, на честь чотирьох великих постійних озер, утворених меандрами середньої течії Замбезі. Ці 2500 квадратних кілометрів берегів річки, островів, піщаних мілин і озер, в оточенні лісів махагона, дикого інжиру, чорного дерева і баобабів, є одним з найменш розвинених національних парків в Південній Африці. Парк має найбільшу в країні концентрацію гіпопотамів і крокодилів і великі популяції в сухий сезон зебр, слонів і буйволів. Територія також є домом для інших зникаючих видів, у тому числі левів, гепардів, Lycaon pictus pictus, і видів, що перебувають під загрозою зникнення, включаючи леопардів і бурих гієн.
Коли територія була внесена у список Світової спадщини ЮНЕСКО, вона була одним з найважливіших притулків для східного чорного носорога (Diceros bicornis michaeli) в країнах Африки (налічувалось близько 500 тварин). До 1994 року браконьєрство майже знищило їх і 10 вцілілих носорогів були переміщені вилучені в інший район для їх захисту.

## Охорона навколишнього середовища
Територія була врятований від схеми розбудови гідроелектрики на початку вісімдесятих, яка передбачала її затоплення. На екологію території впливає регулювання водостоку греблі Кариба, і є побоювання, що ще одна потенційна гребля на річці Замбезі в ущелині Мапата, може різко підірвати цінність цього району.

## Околиці
Парк межує з замбійським національним парком «Нижня Замбезі» на протилежному боці річки Замбезі, а весь об'єкт ЮНЕСКО межує з мисливськими резерватами Урунгве (287 000 га), Данде (52 300 га) і Дома (76 400 га)

## Галерея

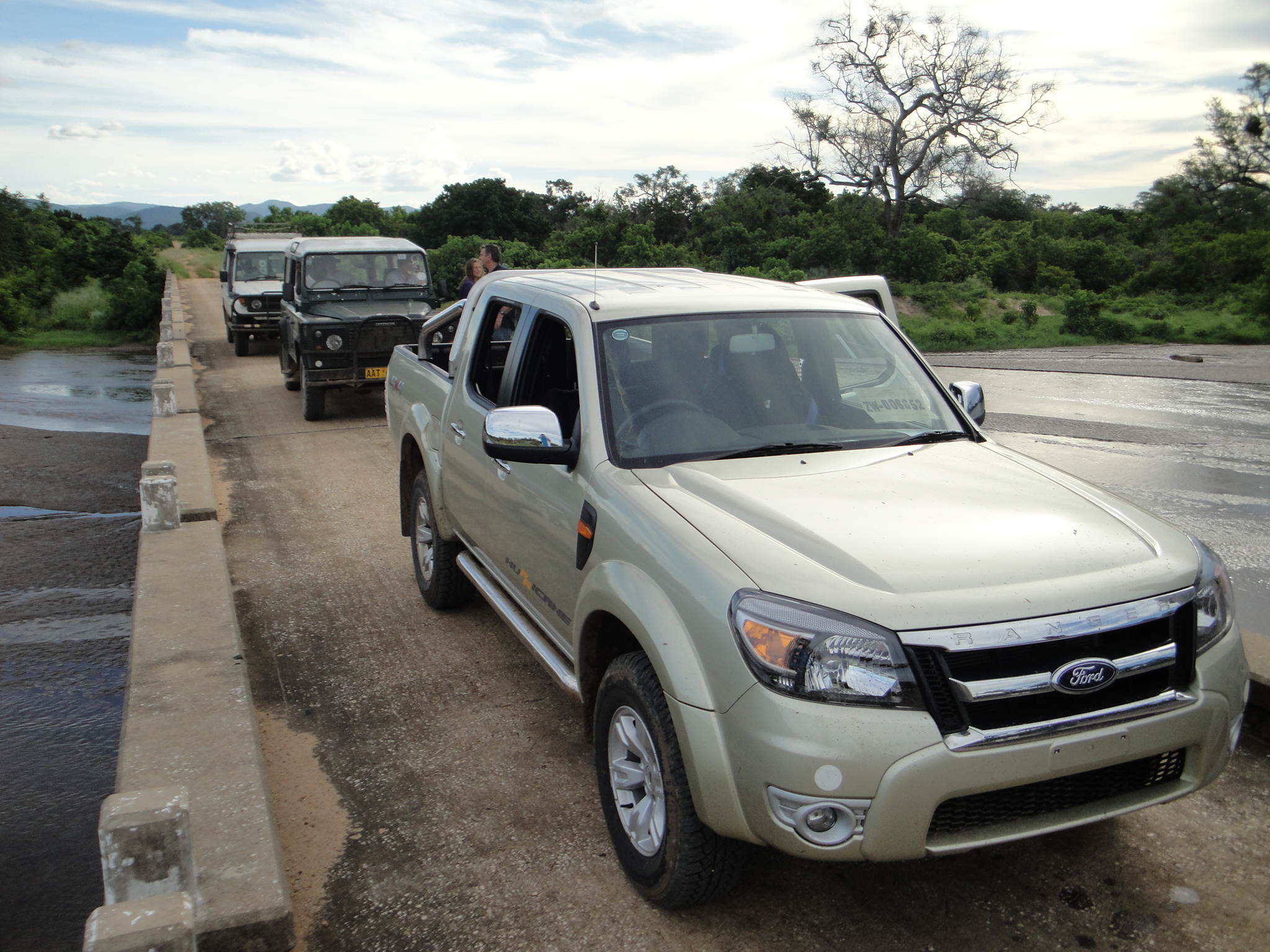
Міст через річку Рукомечі біля воріт Н'якасікана, Мана Пулс
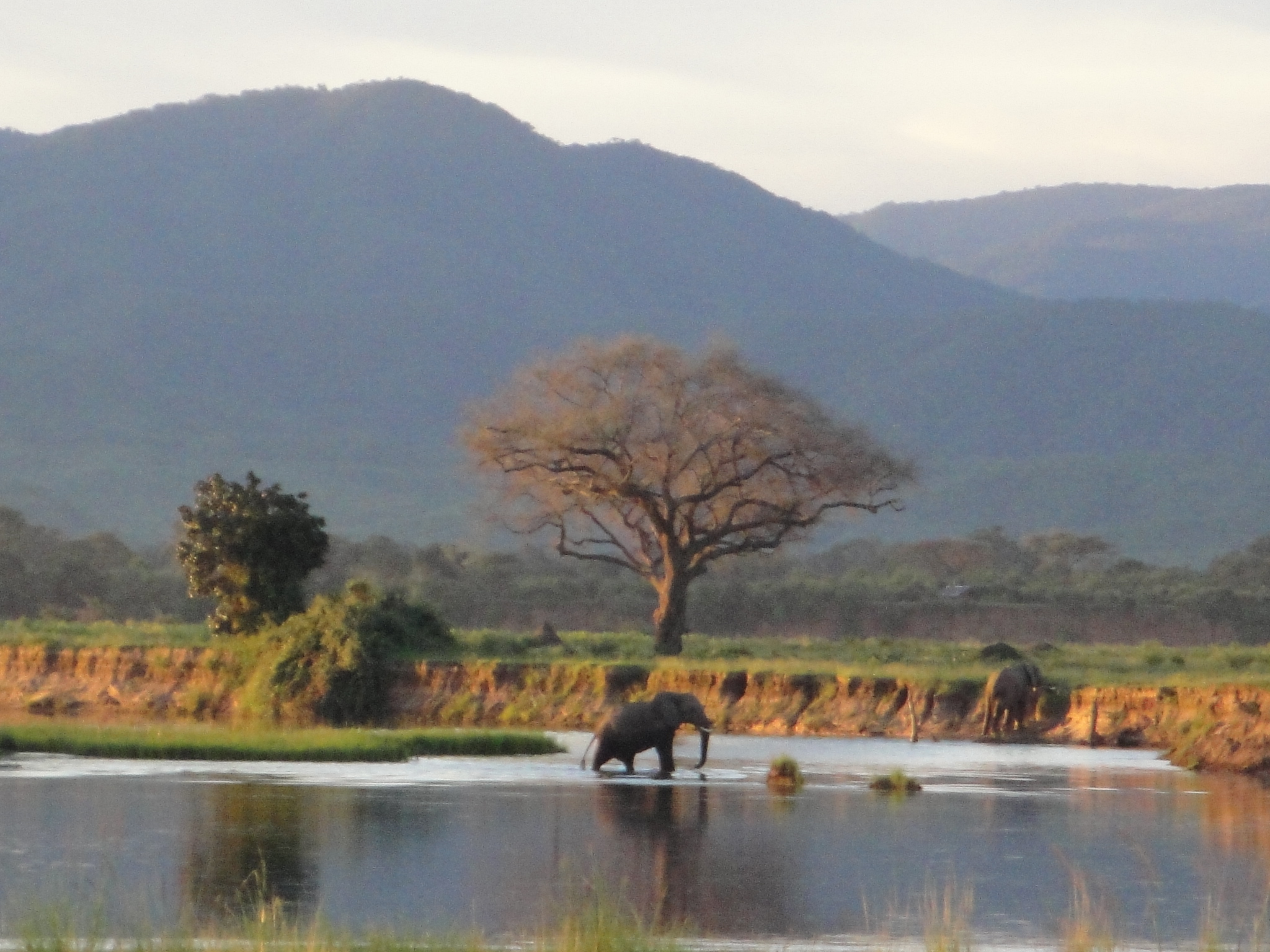
Річка Замбезі біля котеджу Мутсанго, Мана Пулс
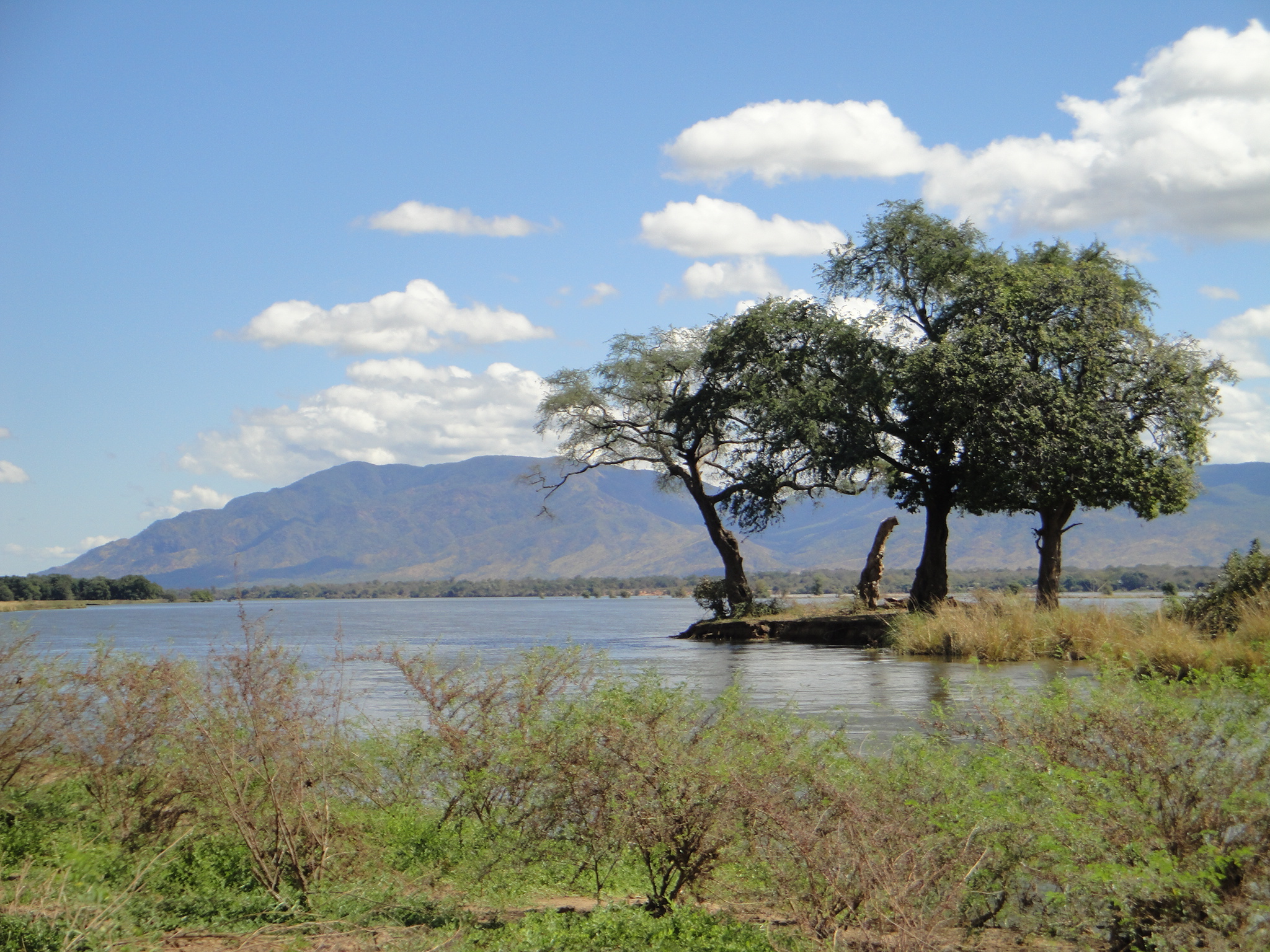
Види через річку Замбезі на ескарп Замбезі, Замбія, Мана Пулс
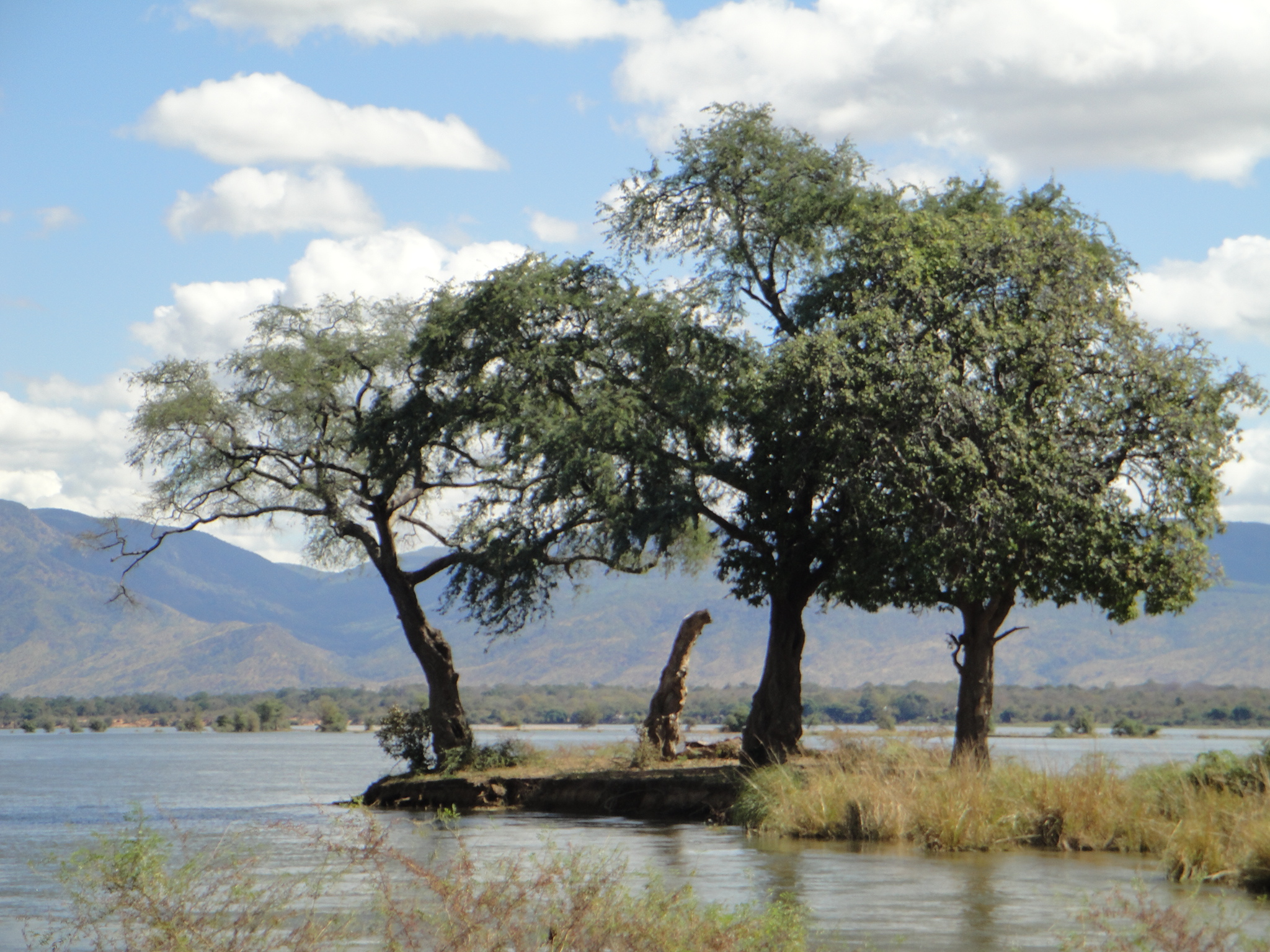
Острів на річці Замбезі, Мана Пулс
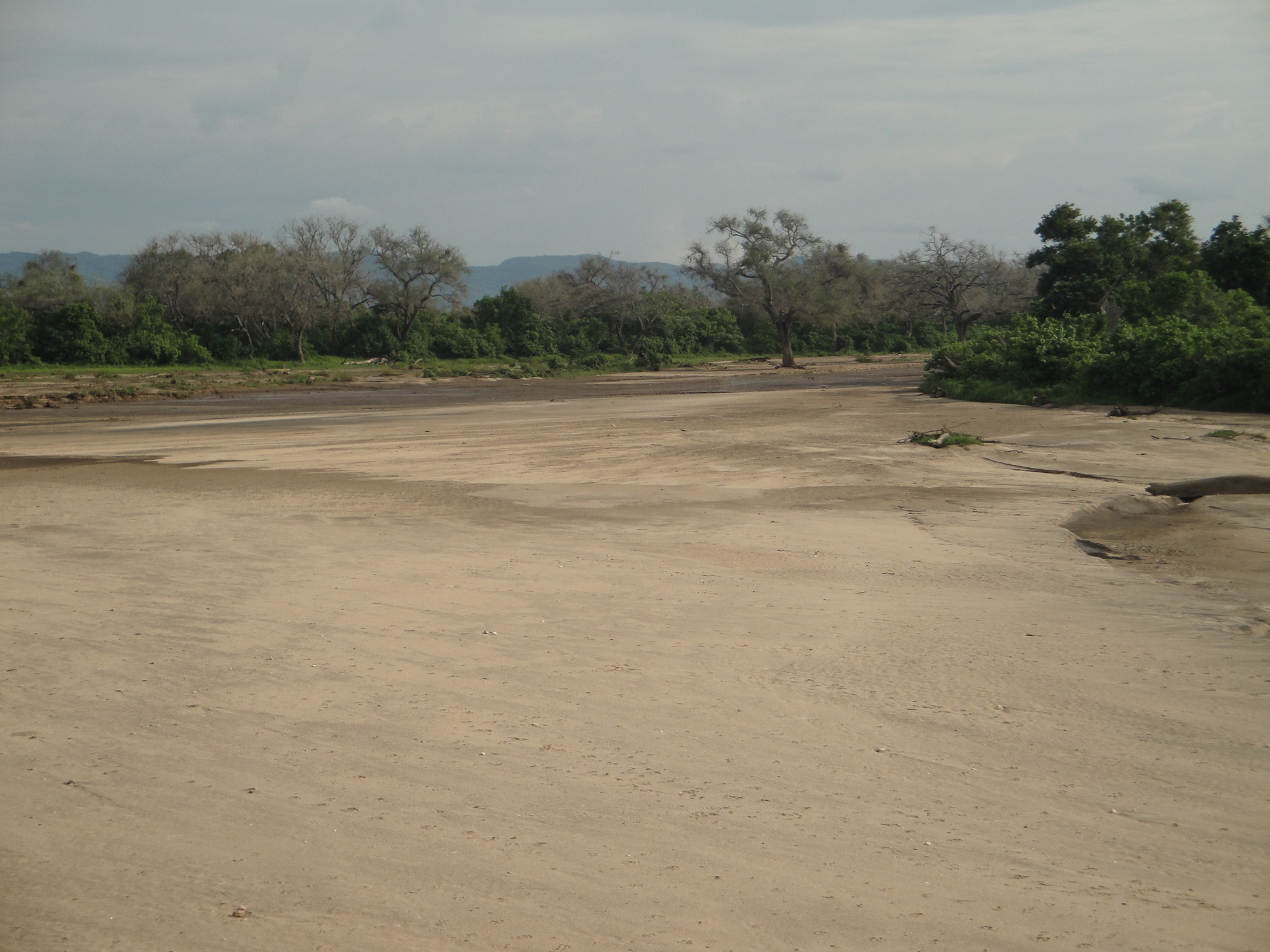
Річка Рукомечі з мосту Н'якасікана, Мана Пулс